# Franklin Delano Roosevelt junior

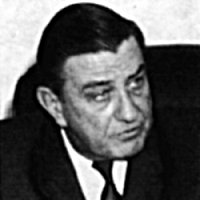
Franklin Delano Roosevelt junior

 Franklin Delano Roosevelt Jr.  (* 17. August 1914 in Campobello Island, Kanada; † 17. August 1988 in Poughkeepsie, New York) war ein US-amerikanischer Politiker. Zwischen 1949 und 1955 vertrat er den Bundesstaat New York im US-Repräsentantenhaus.

## Werdegang
Franklin Roosevelt war das fünfte Kind von Präsident Franklin D. Roosevelt und dessen Ehefrau Eleanor. Sein älterer Bruder James (1907–1991) war Kongressabgeordneter für den Staat Kalifornien. Im Jahr 1933 absolvierte er die Groton School in Massachusetts. Danach studierte er bis 1937 an der Harvard University. Nach einem anschließenden Jurastudium an der University of Virginia in Charlottesville wurde er 1942 als Rechtsanwalt zugelassen. Während des Zweiten Weltkrieges diente er in der United States Navy. Dabei war er sowohl im europäischen Raum als auch im Pazifik eingesetzt. Für seine militärische Leistungen wurde er mit vielen Orden ausgezeichnet. Darunter waren das Purple Heart, der Silver Star und der Bronze Star. Auf Bitte seines Vaters nahm er auch an wichtigen Kriegskonferenzen teil, unter anderem im Januar 1943 an der Casablanca-Konferenz.
Nach dem Krieg praktizierte Roosevelt als Anwalt. Gleichzeitig wurde er aber auch politisch aktiv. In den Jahren 1947 und 1948 war er Vizepräsident des Bürgerrechtsausschusses von Präsident Harry S. Truman. Danach saß er bis 1949 in einem städtischen Ausschuss in New York City (Committee on unity in New York City) an. Politisch gehörte er wie sein Vater der Demokratischen Partei an. Zwischenzeitlich war er aber auch Mitglied der Liberal Party of New York. In den Jahren 1952 und 1956 nahm er als Delegierter an den Democratic National Conventions teil, auf denen jeweils Adlai Stevenson als Präsidentschaftskandidat nominiert wurde.
Nach dem Tod des Abgeordneten Sol Bloom wurde Roosevelt als Kandidat der Liberal Party bei der fälligen Nachwahl für den 20. Sitz von New York als dessen Nachfolger in das US-Repräsentantenhaus in Washington, D.C. gewählt, wo er am 17. Mai 1949 sein neues Mandat antrat. Nach zwei Wiederwahlen als Demokrat konnte er bis zum 3. Januar 1955 im Kongress verbleiben. Diese Zeit war von den Ereignissen des Kalten Krieges und des Koreakrieges geprägt.
1954 verzichtete Roosevelt auf eine weitere Kongresskandidatur. Stattdessen strebte er erfolglos die Nominierung der Demokraten für die anstehenden Gouverneurswahlen an. Im selben Jahr scheiterte auch seine Kandidatur für das Amt des Attorney General im Staat New York. Seit 1958 war er im Autoimportgeschäft tätig. 1960 unterstützte er den Präsidentschaftswahlkampf seines Freundes John F. Kennedy. Nach dessen Wahlsieg wollte er Roosevelt zum Marinestaatssekretär ernennen. Das scheiterte aber am Veto von Verteidigungsminister Robert McNamara. Stattdessen wurde Roosevelt Staatssekretär im Handelsministerium (Under Secretary of Commerce). Im Jahr 1963 wurde er von Kennedy zum Vorsitzenden der Appalachian Regional Commission ernannt. 1965 machte ihn der neue Präsident Lyndon B. Johnson zum Leiter der Equal Employment Opportunity Commission. Ein Jahr später kandidierte Franklin Roosevelt für die Liberal Party erfolglos für das Amt des Gouverneurs; sein Running Mate war Donald S. Harrington. Danach war er wieder in der Autoimportbranche tätig. Außerdem betrieb er eine Farm, auf der er Vieh züchtete. Roosevelt war insgesamt fünf Mal verheiratet und hatte fünf Kinder. Er starb am 17. August 1988, seinem 74. Geburtstag, in Poughkeepsie an Lungenkrebs.